# Centro Educacional Unificado

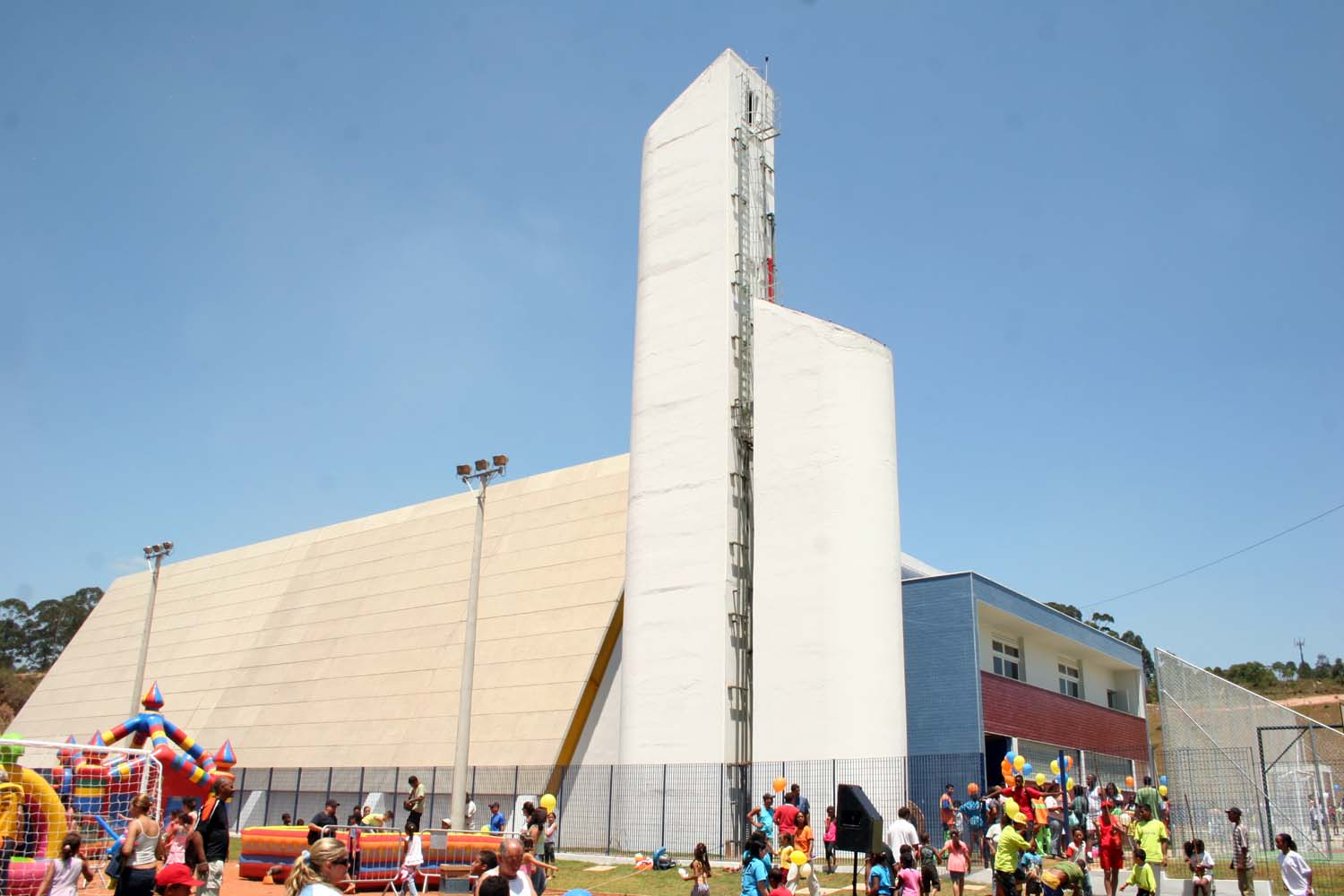
CEU Cidade Tiradentes.

Os Centros Educacionais Unificados (CEU) são equipamentos públicos voltados à educação criados pela Secretaria Municipal de Educação de São Paulo e localizados nas áreas periféricas da Grande São Paulo, no Brasil. Foram concebidos pelo EDIF - Departamento de Edificações/PMSP como um centro local da vida urbana. Seu programa articula os equipamentos urbanos públicos dedicados à educação infantil e fundamental aos dedicados às práticas esportivas, recreativas e culturais cotidianas. O município de São Paulo conta atualmente com 46 CEUs onde estudam mais de 120 mil alunos. 
Os CEUs contam com um Centro de Educação Infantil (CEI) para crianças de 0 a 3 anos; uma Escola Municipal de Educação Infantil (EMEI) para alunos de 4 a 6 anos; e uma Escola Municipal de Ensino Fundamental (EMEF), que também oferece Educação de Jovens e Adultos (EJA). Alguns CEUs também possuem polos UniCEUs, que oferta cursos na modalidade à distância – semipresencial. Todos os CEUs são equipados com quadra poliesportiva, teatro (utilizado também como cinema), playground, piscinas, biblioteca, telecentro e espaços para oficinas, ateliês e reuniões. Os espaços são abertos nos finais de semana com o intuito de beneficiar tanto crianças e adolescentes como a comunidade de baixa renda do entorno.
Com programação variada para todas as idades, os CEUs garantem, aos moradores dos bairros mais afastados em relação à zona central da cidade, acesso a equipamentos públicos de lazer, cultura, tecnologia e práticas esportivas, contribuindo com o desenvolvimento das comunidades locais. O acompanhamento e a avaliação do processo de implementação dos CEUs, realizado em parceria com a Fundação Instituto de Administração (FIA), mostrou indicadores de satisfação das comunidades acima de 90 por cento.

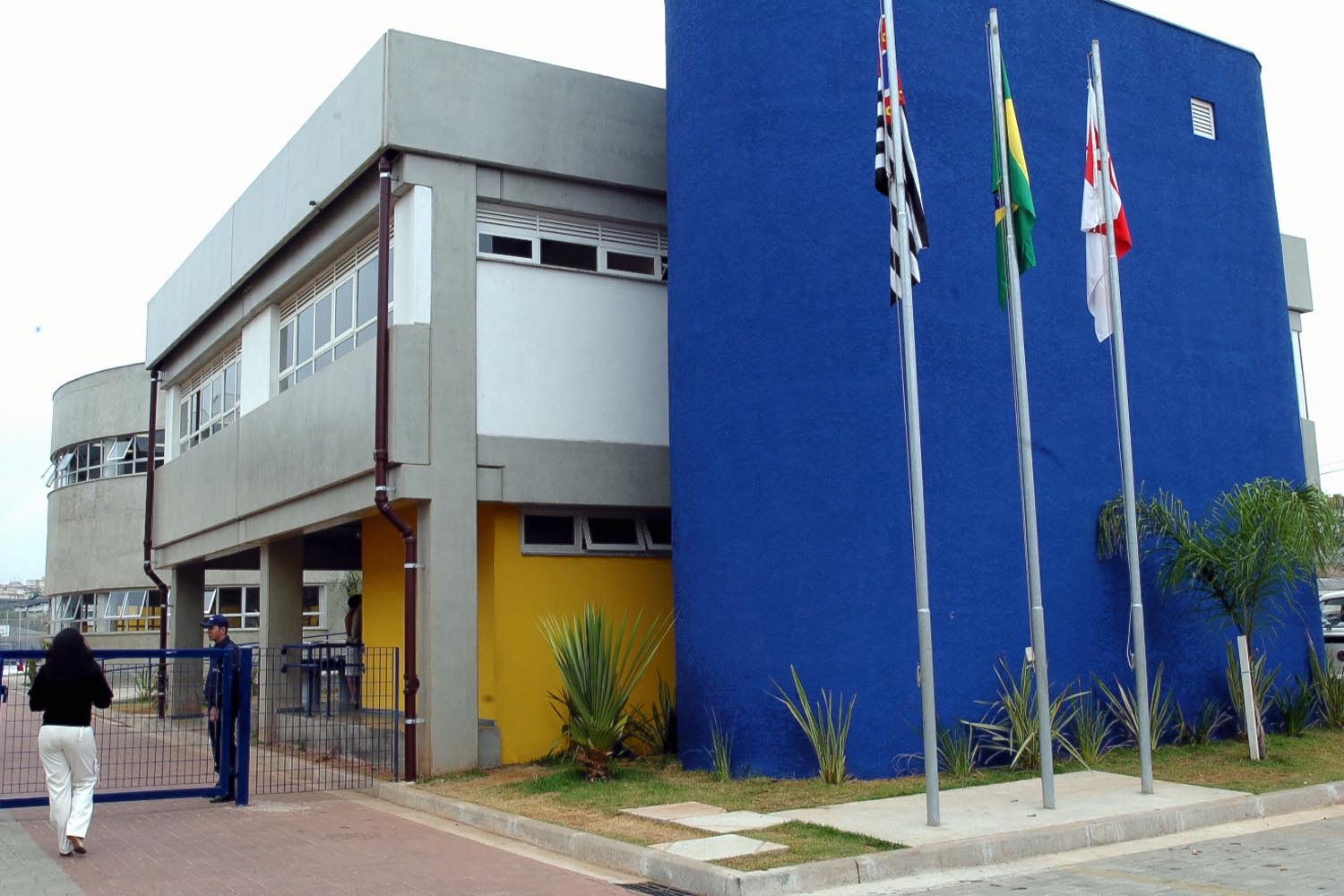
CEU Vila Rubi

## História
O projeto dos Centros Educacionais Unificados começou a ser estruturado pela Prefeitura de São Paulo como um projeto intersecretarial, em 2001, na gestão Marta Suplicy, a partir das consultas populares por meio do orçamento participativo. O projeto arquitetônico dos Centros Educacionais Unificados foi desenvolvido inicialmente pela equipe coordenada pelos arquitetos Alexandre Delijaicov, André Takyia e Wanderley Ariza e foi elaborado pela equipe do Departamento de Edificações (EDIF) dentro do Departamento de Edificações da Secretaria de Serviços e Obras (SSO), tendo sido concluído por essa equipe. Tal projeto se inspirou no projeto arquitetônico da Escola Parque, desenvolvida entre 1948 e 1952 em São Paulo, que, por sua vez, foi adaptada da experiência de Salvador, criada por Diógenes Rebouças e Hélio Duarte em 1947, segundo a programática do educador baiano Anísio Teixeira.
“Porque não considerar em cada bairro, a escola, o grupo escolar, como fonte de energia educacional, como ponto de reunião social, como sede das sociedades de “amigos de bairro”, como ponto focal de convergência dos interesses que mais de perto dizem com a vida laboriosa das suas populações?” Arquiteto Hélio Duarte, 1951.
Dentro da Prefeitura de São Paulo foram três ondas de construções de CEUs, cada uma com um projeto arquitetônico diferente e um valor variado de investimento. 

### Primeira Onda

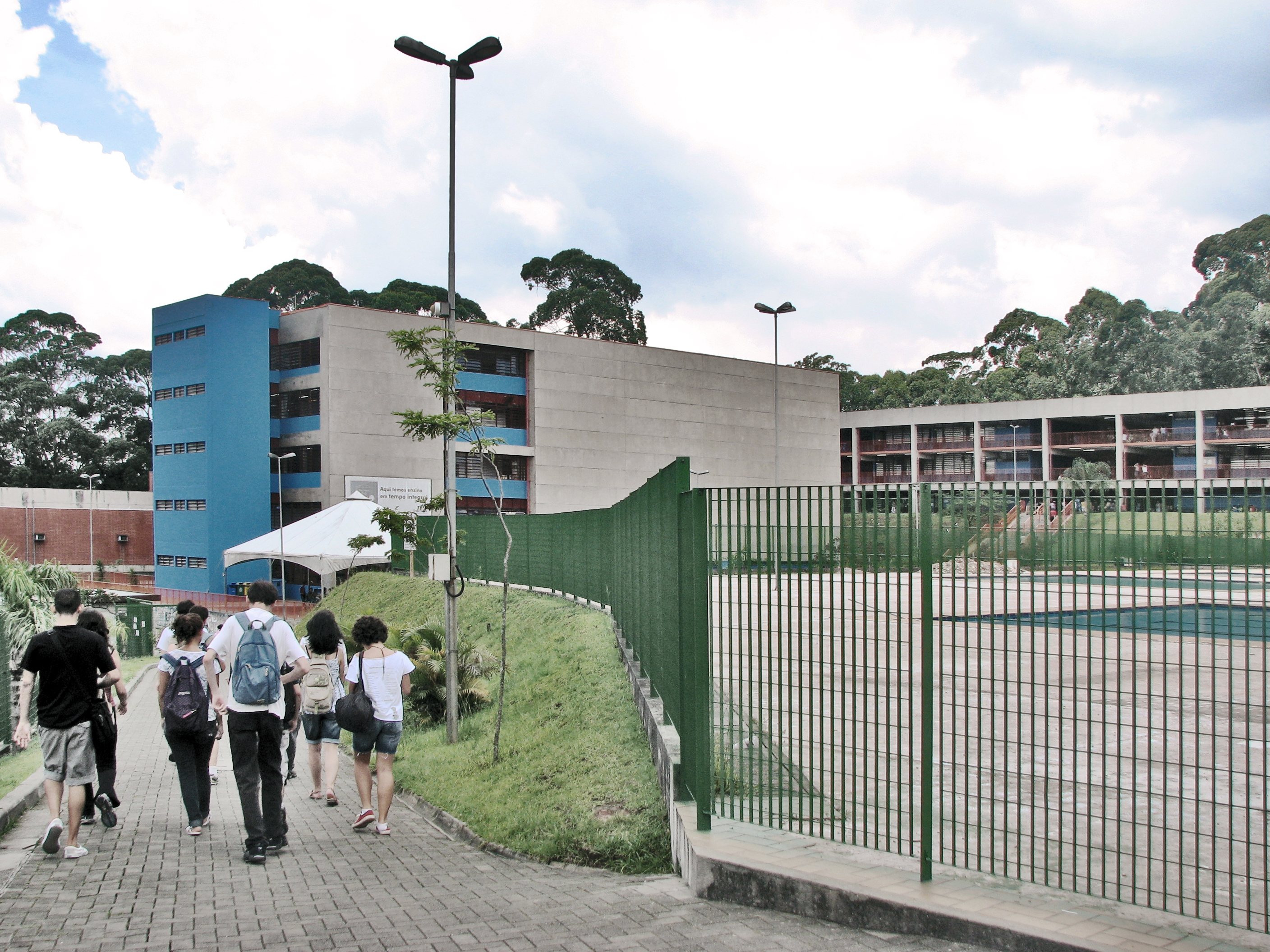
CEU Alvarenga nas margens da Represa Billings

A primeira onda, criada na gestão Marta Suplicy (2001-04) iniciou o formato entregando 21 escolas ao valor de 13 milhões em média por cada. O projeto arquitetônico desenvolvido por EDIF, foi elaborado pensando na pré-fabricação de materiais, todas as vigas e pilares deveriam ter no máximo 11 metros, de modo a poderem ser levadas por um caminhão comum. O projeto contava com três blocos principais, um bloco educacional, contendo uma EMEF (Escola Municipal de Ensino Fundamental), com Biblioteca. Outro bloco contendo atendimento infantil de CEI (Centro de Educação Infantil) e o terceiro bloco cultural, com quadra e auditório. Além disso foram implantadas piscinas e quadras dependendo dos terrenos onde eram implantados. Os projetos dos blocos foram contratados como uma família-tipo e as implantações e a disposição dos diferentes blocos em cada terreno foram contratada em separado, resultando em diferentes desenhos compostos pelos mesmos 3 edifícios.

### Segunda Onda
A princípio o então prefeito José Serra (2005-06) cancelou a construção das 24 estruturas previstas anteriormente. Porém a segunda onda foi retomada durante a gestão de Gilberto Kassab (2007-12) com um novo projeto arquitetônico elaborado pelo escritório do arquiteto Walter Mahkrol. Nesse período foram entregues novos 24 CEUs, com investimento médio de 25 milhões de reais cada.

### Terceira Onda
A terceira e última onda se iniciou na gestão do prefeito Fernando Haddad, prometendo um novo formato de CEU distribuído em 20 novos centros de ensino, porém com a alegação de corte orçamentário previsto pelo Programa de Aceleração do Crescimento, foi entregue apenas um, o CEU Heliópolis, com investimento médio de 33 milhões de reais.
Dentro dessa terceira onda também ocorreram projetos utilizando o nome CEU para o mesmo programa educacional extrapolando os limites da cidade paulistana e entregando unidades em novos municípios como Guarulhos e São Bernardo do Campo, além de um programa no âmbito do Governo Federal, com um novo nome "Centros de Artes e Esportes Unificados", e um novo escopo, não incluindo escolas no seu interior, apenas espaços de arte e esporte, apenas utilizando a mesma sigla CEU.       
Quarta onda - Território CEU
Em continuidade à implantação esperada pela gestão Haddad foram desenvolvidos projetos de novas expansões à rede já na gestão João Dória, Bruno Covas e Ricardo Nunes. As modelagens em torno da ideia de modulação foram retomadas, dando início a um novo formato de blocos, mais compridos ou mais altos, permitindo diferentes implantações. A questão da já latente falta de terrenos amplos para implantação deu início a ideia de território. Interligando dentro de uma rede de equipamentos públicos preexistentes e adicionando novas estruturas na região. Esse formato possibilitou uma inserção mais delicada em certos contextos, ao mesmo tempo em que fragmentou um pouco a central idade que as propostas iniciais de CEUs propunham. As entregas da construção desses equipamentos seguem ritmos diversos, alguns já entregues e outros ainda com pendências de obras. Os primeiros, porém, não foram adicionados à rede pública direta, mas foram concedidos à organizações sociais privadas        

## Objetivos
O site oficial da Prefeitura do Município de São Paulo lista três objetivos fundamentais para os CEUs: 
- Desenvolvimento integral das crianças e dos jovens;
- Polo de desenvolvimento da comunidade;
- Polo de inovação de experiências educacionais.

O princípio educacional que norteia o projeto dos CEUs é o de prover um tipo de educação que possibilite o desenvolvimento integral para crianças, adolescentes, jovens e adultos, incluindo a educação formal, a não formal e as atividades socioculturais, esportivas e recreativas como formas de aprendizagem. Sua proposta reuniu todas as ações educativas da Prefeitura em um único polo, juntando a Emei (Escola Municipal de Educação Infantil) e a Emef (Escola Municipal de Ensino Fundamental) em um só conjunto, dando um uso mais eficiente a equipamentos e serviços municipais. 
| “ | Os Centros Educacionais Unificados - CEUs são espaços que visam a promover o desenvolvimento integral de crianças, jovens e adultos, por meio de experiências educacionais inovadoras, conjugadas a atividades artísticas, culturais, esportivas e de inclusão digital. | ” |

Com a implantação dos CEUs, a Prefeitura de São Paulo aumentou significativamente o emprego de equipamentos públicos na educação, expandindo a quantidade de bibliotecas de 67 para 88 (aumento de 30 por cento); o de telecentros de 52 para 73 (40 por cento); o de piscinas de 61 para 128 (109 por cento); e o de teatros 7 para 21 (300 por cento).

## Infraestrutura
Os Centros Educacionais Unificados dispõe de um sistema de internet de banda larga; quadras poliesportivas; livros didáticos; Programa Aluno Aprende Bem, em parceria com o governo do estado; e o programa Leve Leite.

### Bloco Esportivo e Cultural (BEC)
O CEU conta com uma piscina semiolímpica (em algumas unidades, a piscina é aquecida) e mais duas piscinas, sendo uma infantil e outra recreativa. Os BECs possuem quadras externas: uma poliesportiva e outra específica para prática de voleibol; e uma quadra poliesportiva interna, localizada no mesmo prédio do teatro. 
As quadras poliesportivas, instaladas nos prédios dos BECs dos novos CEUs, são construídas com piso flexível flutuante. Este piso tem o revestimento de madeira colocado entre o isopor e os barrotes de madeira, causando o efeito de um amortecedor. Esta tecnologia é utilizada em quadras oficiais para minimizar o esforço dos músculos durante a prática de atividades físicas.

### Bloco Didático
O Bloco Didático é composto por uma EMEI, um CEI, e uma EMEF. Também faz parte, do Bloco Didático, o prédio administrativo, o refeitório, a biblioteca e o telecentro. Em todos os prédios deste bloco, foram instalados "solariuns", que são cercados próximos às janelas no piso inferior, os quais permitem, aos professores, um espaço extra para novas atividades com os alunos. Nas proximidades do CEI - Centro de Educação Infantil foi implantado um pequeno playground para diversão das crianças que estudam na creche. 

### Áreas Externas
Nas áreas externas, o pavimento foi realizado com peças intertravadas, que são instaladas com areia e pedrisco. Este tipo de pavimentação permite maior permeabilidade e, quando sofre impactos de cargas acima do previsto, acomoda as peças de concreto sem rachaduras, facilitando a manutenção.

## Críticas
A proposta da construção dos CEUs foi duramente criticada pela oposição pelos seus "altos custos" de construção de escolas dotadas de vários equipamentos normalmente não encontrados em escolas públicas. A então prefeita Marta Suplicy (PT-SP) na época, em entrevista à Revista Época, quando perguntada se não seria melhor ter construído mais escolas das simples, respondeu: "Eu poderia, mas a criança da periferia não teria nenhum diferencial de vida. O objetivo do CEU é fazer com que essas crianças, que vivem em barracos, com pais desempregados, tenham chance de estudar em um lugar bonito com uniforme e material escolar. A ideia é levar cultura e lazer, além de educação. Lá, elas têm acesso a coisas que muitas nunca viram, desde uma pia e papel higiênico até computador, DVD e instrumentos musicais. A diferença de uma pessoa pobre é que não teve acesso a nada. Se elas tiverem acesso, terão mais chance na vida. Atualmente, até alguns políticos elogiam os avanços na educação popular obtidos pelos CEUs: "O CEU é um excelente projeto em termos de escola integral".(Geraldo Alckmin) 

## Osasco
- CEU Das Artes[18]